# Georg Cohn
Georg Cohn, född 14 augusti 1887, död 8 april 1956, var en dansk folkrättsexpert. Han var bror till Naphtali Cohn.
Cohn blev kontorschef vid utrikesdepartementet 1918, utrikesministerns rådgivare i folkrätt och ledare av departementets avdelning för Nationernas förbund från 1921. Han var delegerad vid Nationernas förbunds sammanträden 1920 och 1925, och ledamot av lufttrafikkommissionen 1920-1926. Cohn ägnade sig särskilt åt flygväsendets rättsliga sidor och var 1915-26 medredaktör för Juridisk Tidsskrift, i vilken han skrev en mängd avhandlingar.